# Hypnose (roman)
Pour les articles homonymes, voir Hypnose (homonymie).
Hypnose (titre original : Tool of the Trade) est un roman d'espionnage de Joe Haldeman, publié en 1987.

## Résumé
Nickolas est un espion soviétique infiltré aux États-Unis, durant la guerre froide. Il est traumatisé par les traumatiques souvenirs de guerre de son enfance (cannibalisme de survie, mutilations post mortem, faim, enfermement), et son complexe de culpabilité lui fera prendre de grands risques pour sauver le monde. Sa compagne, Valérie, le poussera en effet à utiliser son pouvoir de persuasion total pour désarmer les grandes puissances.

## Style(s)
- Le texte est rédigé en chapitres à la première personne.
- Le nom du narrateur du chapitre est en titre de chapitre.
- Les styles des personnages et des discours rapportés sont ainsi mis en valeur.